# Église Saint-Martin de Saint-Martin-Lars-en-Sainte-Hermine
L'église Saint-Martin est une église catholique située à Saint-Martin-Lars-en-Sainte-Hermine, en France.

## Localisation
L'église est située dans le département français de la Vendée, sur la commune de Saint-Martin-Lars-en-Sainte-Hermine.

## Historique
L'édifice est classé au titre des monuments historiques en 1987.